# Doddosia collessi
Doddosia collessi är en tvåvingeart som beskrevs av Yeates 1990. Doddosia collessi ingår i släktet Doddosia och familjen svävflugor.
Artens utbredningsområde är Northern Territory, Australien. Inga underarter finns listade i Catalogue of Life.